# Шортандинський район
Шортанди́нський район (каз. Шортанды ауданы, рос. Шортандинский район) — адміністративна одиниця у складі Акмолинської області Казахстану. Адміністративний центр — селище Шортанди.

## Населення
Населення — 27825 осіб (2021; 29580 у 2009, 33074 в 1999, 39110 у 1989).
Національний склад (станом на 2016 рік):
- казахи — 11916 осіб (39,69 %)
- росіяни — 10482 особи (34,92 %)
- українці — 1896 осіб (6,32 %)
- німці — 1869 осіб (6,23 %)
- поляки — 1448 осіб
- білоруси — 897 осіб
- татари — 525 осіб
- молдовани — 117 осіб
- інгуші — 108 осіб
- башкири — 86 осіб
- вірмени — 76 осіб
- корейці — 74 особи
- удмурти — 67 осіб
- чеченці — 52 особи
- мордва — 32 особи
- азербайджанці — 26 осіб
- марійці — 14 осіб
- інші — 336 осіб

## Історія
Район був утворений 1939 року із частини Сталінського району. 2013 року була ліквідована Научна селищна адміністрація, а селище Научний передано до складу Дамсинського сільського округу.

## Склад
До складу району входять 2 селищні адміністрації та 9 сільських округів:
| Поселення                           | Площа, км² | Населення, осіб (1989) | Населення, осіб (1999) | Населення, осіб (2009) | Населення, осіб (2021) | Центр       | Населені пункти |
| ----------------------------------- | ---------- | ---------------------- | ---------------------- | ---------------------- | ---------------------- | ----------- | --------------- |
| Жолимбетська селищна адміністрація  | -          | 7514                   | 5218                   | 4258                   | 4011                   | Жолимбет    | 1               |
| Шортандинська селищна адміністрація | -          | 7169                   | 7178                   | 6268                   | 6562                   | Шортанди    | 1               |
| Андрієвський сільський округ        | -          | 2044                   | 1582                   | 1134                   | 967                    | Андрієвка   | 2               |
| Бозайгирський сільський округ       | -          | 3651                   | 3265                   | 3717                   | 3552                   | Бозайгир    | 3               |
| Бектауський сільський округ         | -          | 2131                   | 1902                   | 1958                   | 1865                   | Бектау      | 4               |
| Дамсинський сільський округ         | -          | 6352                   | 4994                   | 4482                   | 4740                   | Дамса       | 3               |
| Новокубанський сільський округ      | -          | 2357                   | 1990                   | 2036                   | 1845                   | Новокубанка | 2               |
| Новоселовський сільський округ      | -          | 1803                   | 1639                   | 1356                   | 978                    | Новселовка  | 4               |
| Петровський сільський округ         | -          | 2249                   | 2164                   | 1721                   | 1358                   | Петровка    | 3               |
| Пригородний сільський округ         | -          | 1678                   | 1421                   | 1166                   | 837                    | Пригородне  | 2               |
| Раєвський сільський округ           | -          | 2162                   | 1721                   | 1484                   | 1110                   | Раєвка      | 4               |

## Найбільші населені пункти
Населені пункти з чисельністю населення понад 1000 осіб:
| № | Населений пункт | Населення, осіб (1989) | Населення, осіб (1999) | Населення, осіб (2009) | Населення, осіб (2021) |
| - | --------------- | ---------------------- | ---------------------- | ---------------------- | ---------------------- |
| 1 | Шортанди        | 7 169                  | 7 178                  | 6 268                  | 6 562                  |
| 2 | Жолимбет        | 7 514                  | 5 218                  | 4 258                  | 4 011                  |
| 3 | Бозайгир        | 2 320                  | 2 032                  | 2 526                  | 2 517                  |
| 4 | Дамса           | 3 418                  | 2 638                  | 2 186                  | 2 205                  |
| 5 | Новокубанка     | 2 178                  | 1 810                  | 1 893                  | 1 721                  |
| 6 | Степне          | 1 260                  | 1 216                  | 1 231                  | 1 331                  |
| 7 | Бектау          | 1 448                  | 1 329                  | 1 414                  | 1 301                  |
| 8 | Научний         | 1 668                  | 1 140                  | 1 065                  | 1 204                  |